# Neaera
Neaera es una banda alemana de death metal melódico proveniente de Münster, Alemania, actualmente la banda mantiene un contrato con la disquera Metal Blade Records. Ellos han lanzado cuatro álbumes de estudio.

## Historia
En el verano del 2003, Toby Buck, guitarrista de la banda de deathgrind Malzan creó un proyecto paralelo el cual se influenciaba en su sonido de estilos como el hardcore, death metal melódico de la escena sueca y power metal. Dicho proyecto contaba como integrantes a Sebastian Heldt, Hileke Benny, Benjamin Donath y al mismo Buck.  Poco después, Stefan Keller se unió como segundo guitarrista a la banda, añadiendo al sonido de esta unos toques hardcore y death metal, haciendo que la banda obtuviera un sonido aún más fuerte y extremo.
Después de hacer numerosas presentaciones en vivo, los chicos fueron a los estudios Osnabrück en febrero de 2004 para grabar un demo que querían mandar a la discográfica Metal Blade Records, con quienes firmaron contrato el 2 de abril de 2004 y más adelante optaron por llamar a la banda Neaera, nombre que tomaron de un antiguo vocablo griego que significa prostituta.
Bajo este nombre, entraron a los estudios de grabación en noviembre del 2004 para grabar su primer álbum con el productor Andy Classen. The Rising Tide of Oblivion salió a la ventael 21 de marzo de 2005. En el otoño vinieron las priumeras giras, junto con bandas como Heaven Shall Burn, As I Lay Dying, Evergreen Terrace, Agents of Man y En of Days, así como varios conciertos en Alemania, Austria, Suiza, Holanda, Dinamarca y Estonia seguidas por otra gira con Caliban, Fear My Thoughts, The Destiny Program y Narziss.
El 7 de abril de 2006, Neaera publicó su segundo álbum, junto con el productor Jacob Hansen, titulado Let The Tempest Come. Después del lanzamiento del álbum vinieron nuevas giras por Europa. En el 2007 participaron en el Road to Devastation Tour junto a Quo Vadis, Fear My Thoughts y Kataklysm.
El 21 de febrero de 2007, Neaera anunció en su MySpace la grabación en video del concierto. Esta grabación se lanzó como un DVD bonus junto con una edición limitada de su tercer álbum. El 2 de agosto de 2007, Neaera se presentó en el Wacken Open Air. Unas semanas más tarde, el 24 de agosto de 2007 salió a la venta su nueva producción, titulada 'Armamentarium', iniciando también una gira por Alemania y varios países europeos en el otoño del 2007 junto con  Deadlock. Más adelante, en el año 2008, la banda volvió a salir de gira ahora con As I Lay Dying y tocó en el Summer Breeze Festival 2008.
El 27 de mayo del 2009, la banda publicó su cuarto álbum; Omnicide - Creación Unleashed.

## Integrantes
- Benjamin Hilleke - Voz
- Stefan Keller - Guitarra
- Tobias Buck - Guitarra
- Benjamin Donath - Bajo
- Sebastian Heldt - Batería

## Discografía
Álbumes de estudio
| 2005                                | The Rising Tide of Oblivion - Lanzamiento: 21 de marzo de 2005 - Sello: Metal Blade - Formato: CD, descarga digital | —  |
| 2006                                | Let the Tempest Come - Lanzamiento: 7 de abril de 2006 - Sello: Metal Blade - Formato: CD, descarga digital         | —  |
| 2007                                | Armamentarium - Lanzamiento: 24 de agosto de 2007 - LSello: Metal Blade - Formato: CD, descarga digital             | 65 |
| 2009                                | Omnicide – Creation Unleashed - Released: 26 de mayo de 2009 - Sello: Metal Blade - Formato: CD, descarga digital   | 51 |
| 2010                                | Forging the Eclipse - Lanzamiento: 26 de octubre de 2010 - Sello: Metal Blade - Formato: CD, descarga digital       | —  |
| 2013                                | Ours Is the Storm - Lanzamiento: 1 de marzo de 2013 - Sello: Metal Blade - Formato: CD, descarga digital            | 48 |
| 2020                                | Neaera - Lanzamiento: 28 de febrero de 2020 - Sello: Metal Blade - Formato: CD, descarga digital ,vinilo            | 8  |
| "—" denota un disco que no calific. | |    |